# باتريشيا بروكس
باتريشيا بروكس (بالإنجليزية: Patricia Brooks)‏ هي مغنية أوبرا ومغنية وممثلة أمريكية، ولدت في 7 نوفمبر 1937، وتوفيت في 22 يناير 1993 في ماونت كيسكو في الولايات المتحدة بسبب تصلب متعدد.

## وصلات خارجية
- باتريشيا بروكس على موقع IMDb (الإنجليزية)
- باتريشيا بروكس على موقع ميوزك برينز (الإنجليزية)
- باتريشيا بروكس على موقع قاعدة بيانات برودواي على الإنترنت (الإنجليزية)